# Ugo V di Empúries
Ugo, o Hugo o Hug (XIII secolo – Maiorca, 1277 circa), è stato un nobile franco, visconte consorte di Bas dal 1262, e conte di Empúries dal 1269 fino alla sua morte.

## Origine
Secondo il documento n° MVI del 24 luglio 1280 della Colección diplomática del Condado de Besalú (Tome XII, II), in cui la moglie, Sibilla, citando il figlio, il conte Ponzio V conferma che era figlio di Ugo V a sua volta figlio di Ponzio IV (Hugonis patris sui et Poncii Hugonis quondam avi predicti filii nostri) del conte di Empúries, Ponzio IV e della sua seconda moglie, Teresa Fernández de Lara, figlia del conte Fernando Núñez de Lara, Signore di Castrogeriz e della moglie, Mayor.
Ponzio IV di Empúries era il figlio primogenito del conte di Empúries, Ugo IV e di sua moglie, la signora di Vilademuls, Maria di Vilademuls, figlia ed erede di Raimondo Barone di Vilademuls (vicino a Perpignano) e di Alamanda Signora di La Roca (vicino a Granollers).

## Biografia
Di Ugo V si hanno scarse notizie.
Verso il 1262, Ugo sposò la viscontessa (risulta viscontessa dal 1247 o prima, come ci conferma il documento n° DCCCXVIII del 21 febbraio 1247 della Colección diplomática del Condado de Besalú (Tome XII, II), in cui la madre, Geralda, vende una signoria in nome della figlia di cui è tutrice, citandola come viscontessa) di Bas, Sibilla di Palau († dopo il 28 luglio 1280), figlia del visconte di Bas, Simone di Palau e di Geralda di Anglesola, come ci conferma lo stesso documento n° DCCCXVIII; il matrimonio di Ugo e Sibilla, verso il 1262, ci viene confermato dal documento n° DCCCXCIV del 26 ottobre 1263 della Colección diplomática del Condado de Besalú (Tome XII, II), in cui Ugo viene citato come visconte di Bas.
Dopo che la popolazione della Murcia nel 1261, con l'appoggio del Regno di Granada ed i governanti del Nord Africa, si era ribellata al re di Castiglia, il re d'Aragona e conte di Barcellona, Giacomo I, decise di intervenire e, nel 1265-66, Ugo intervenne in Murcia, con le truppe aragonesi mandate dall'infante Pietro (il futuro Pietro III il Grande), che contribuirono a riconquistare il Regno di Murcia, nel 1265-66 per la Corona di Castiglia.
Alla morte di suo padre, Ponzio IV, che, avvenne verso il 1269 circa, Ugo gli succedette come Ugo V, conte di Empuries.
Nel 1274, Ugo V si aggregò ad una ribellione che comprendeva anche il conte di Urgell, Ermengol X, che non era stato riconosciuto da Giacomo I, che lo considerava illegittimo ed aveva avocato a sé il governo della contea di Urgell. Dopo che la ribellione, nel 1275, era fallita, Ugo V ottenne il perdono di Giacomo I e del futuro Pietro III.
Non si conosce la data esatta della morte di Ugo V, che avvenne, nel 1277 circa o prima (il documento n° CMLXIII del 17 marzo 1275 della Colección diplomática del Condado de Besalú (Tome XII, II), non lo cita, mentre la moglie garantisce una proprietà.
Gli successe il figlio maschio primogenito, Ponzio.

## Matrimonio e discendenza
Ugo V aveva sposato Sibilla († dopo il 28 luglio 1280), che in quella data compare, per l'ultima volta in un documento della Colección diplomática del Condado de Besalú (Tome XII, II), il n° MIII.

Ugo V da MSibilla ebbe trefigli:
- Ponzio († dopo il 1313), conte d'Empúries[1]
- Raimondo (1339), visconte di Bas
- Ugo († dopo il 1335), visconte di Bas

### Fonti primarie
- (LA)  Colección diplomática del Condado de Besalú, Tome Xi, XII, XIII, XV e XIX.

### Letteratura storiografica
- Rafael Altamira, La Spagna (1031-1248), in "Storia del mondo medievale", vol. V, 1999, pp. 865–896